# Siljansringen

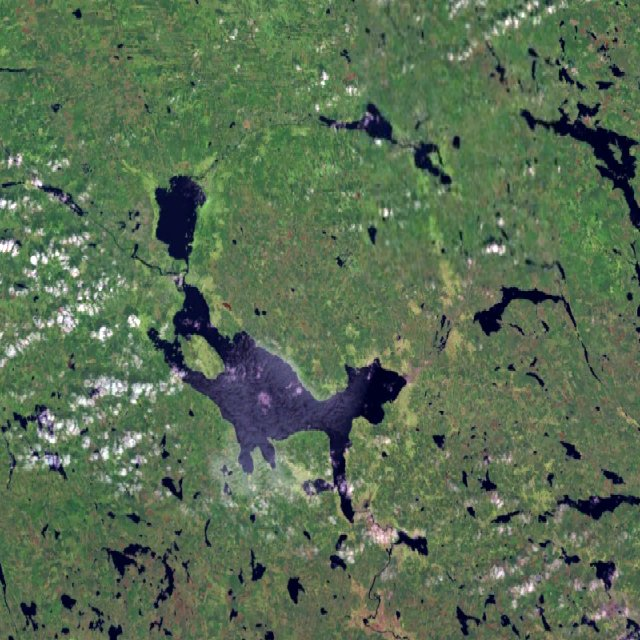
Siljansringen

Siljansringen i Dalarna är Europas största nedslagskrater (astroblem), med en diameter på cirka 52 km.
Kratern skapades då en meteorit med en diameter av ca 5 km slog ned och träffade jordens yta under devon för cirka 365 eller 370 miljoner år sedan. Astroblemets kanter bildar en cirkel av lägre liggande områden, som idag innehåller många insjöar, varav Siljan är den största. Andra sjöar i Siljansringens kanter är Orsasjön, Skattungen och Oresjön. Nedslagets effekter syns också tydligt i berggrunden i området då de ordoviciska och siluriska bergarterna ligger som en ring i området.

## Fyndigheter
Det har ställts i utsikt och finns fortfarande förhoppningar om att marken döljer oljefyndigheter och naturgas som kan vara värda att exploatera. Gasen skulle ha kunnat hållas kvar under det lock av smält berg som nedslaget förorsakade. Fyndigheterna skulle härröra från olja av icke-biologiskt ursprung enligt teorier av sovjetiska forskare och kosmologen med mera Thomas Gold (1992).
På 1980-talet bedrev företaget Dala Djupgas AB provborrningar i området utan önskat resultat. 2013 bedriver företaget Igrene AB liknande undersökningsverksamhet.
2019 presenterades forskningsresultat som avslöjar att mikroorganismer har bildat och konsumerat naturgas (metan) i minst 80 miljoner år i kraterns djupa spricksystem och att gasen i sprickorna främst är av mikrobiellt och termogent ursprung.
2021 presenterades fynd av svamp som levt i syrefri miljö djupt ner i kraterns sprickor  . Svampfossilens ålder kunde fastställas till ca 39 miljoner år.